# Хітар
Хі́тар — село в Україні, в Стрийському районі Львівської області. Населення становить 412 осіб. Орган місцевого самоврядування — Славська селищна рада.

## Назва
Назва поселення, як припускає український славіст і мовознавець Я. Рудницький, походить від румунського чи волоського «hotar», або ж від угорського «hatar», що у перекладі значить «межа» — дослідники припускають, що селом проходив кордон між двома феодальним територіями. Натомість Географічний словник Королівства Польського подає видозміни слова «хутір».
За роки радянської влади село в документах називали «Хитар». У 1989 році селу надали сучасну назву.

## Географія
Село розташоване в середньому на висоті 750 м над рівнем моря, вздовж річки Вадрівки.
Розташоване на відстані 33 км від колишнього районного центру — міста Сколе, 142 км від міста Львів та 134 км від міста Ужгород.

## Історія
Хітар — мальовниче село, яке виникло ще в 1572 році. Свого часу було третім за розміром населеним пунктом на Сколівщині. Нині ж тут мешкає лише близько 200 осіб. 1928 року його відвідав Митрополит Андрей. «Шептицький приїхав на празник, — говорить старий мешканець Хітара Артем Телегій, якого нині доля занесла до Червонограда. — Він приїхав каретою, в яку були впряжені три пари коней. Пам'ятаю, як я ще маленьким кидав йому під ноги квіти. Андрей Шептицький тоді сам правив службу, а 28 священиків співали на хорах».
Станом, на 1 січня 1939 року в селі мешкало 1110 осіб, з них 1080 українців-грекокатоликів, 25 українців-латинників і 5 поляків.
Однак селяни не лише святкували, а й воювали. Їхня боротьба з новою більшовицькою владою закінчилося трагічно. 1942-го неподалік Хітара розташували вишкільний табір для офіцерського складу УПА. Повстанці мали повну підтримку місцевого населення, і в Хітарі було доволі багато криївок для партизанів. Проте, за словами селян, урешті упівців просто продали. «1947 року з'явився в селі зрадник, — розповів пан Телегій. — „Ціни“ на зраду були тоді чималі, і хтось хотів заробити, адже за кожного вбитого партизана платили 50 тисяч карбованців, за „наводку“ — 25 тисяч. Саме на літнього Спаса більшовики оточили село в три ряди. Це було просто полювання на людей. Жоден партизан не здався, всі погинули — понад сто хлопців. Тих, кого вбивали, згодом вивозили в Славське, складали край болота, засипали вапном і топили. На тому місці тепер спільна могила».

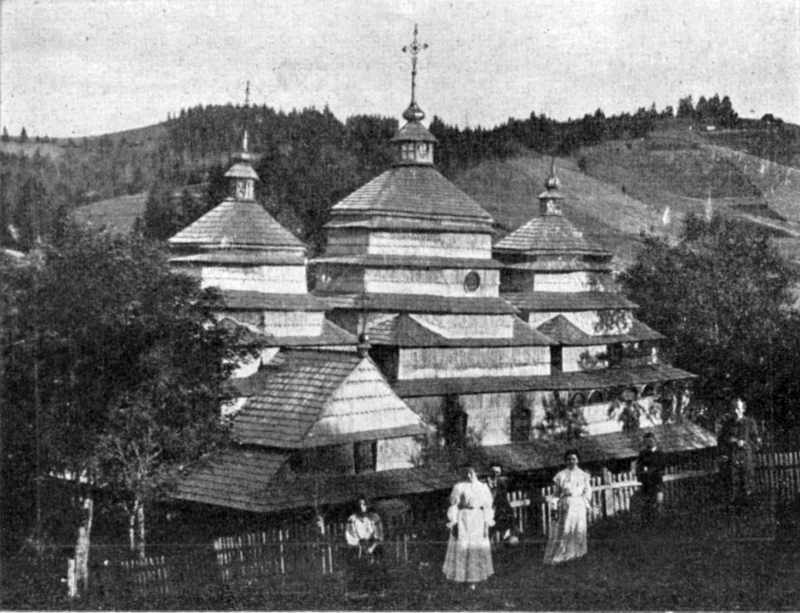
Церква Св. архістратига Михаїла. Світлина 1937 року

Зв'язковий Артем Телегій мав псевдо «Андрій». Йому вдалося врятуватись, але арештовували його шість разів. Не обійшлося й без катувань — на плечах у чоловіка досі збереглися випалені п'ятипроменеві зірки. Одного разу, коли перебував в ув'язненні, його ледь не отруїли, та охоронець вчасно попередив про небезпеку. Щодо інших селян, то їхню долю вирішили просто: аби позбавити хлопців із лісу підтримки місцевого населення, все село — 440 родин — за півдня вивезли. Більшість поселили в с. Правда Сокальського району, видавши так звані «вовчі паспорти» — документи, згідно з якими вони могли бути лише колгоспниками без жодних прав. Після виселення хати залишилися порожніми, село Хітар практично вимерло.
Однак тільки на певний час. Згодом, у шістдесяті, чимало селян повернулися до рідних домівок. Як стверджують ті, хто повернувся, на Сокальщині вони почувалися чужими, поселили їх у хати, на стінах яких були плями крові вбитих енкавеесниками попередніх мешканців. Решта хітарців розкидана по всій Україні. Вони відвідують малу батьківщину щороку на літнього Спаса. Саме в серпні кількість мешканців Хітара зростає вчетверо.

## Населення
Згідно з переписом УРСР 1989 року чисельність наявного населення села становила 350 осіб, з яких 168 чоловіків та 182 жінки.
За переписом населення України 2001 року в селі мешкало 377 осіб.

### Мова
Розподіл населення за рідною мовою за даними перепису 2001 року:
| Мова       | Відсоток |
| ---------- | -------- |
| українська | 98,94 %  |
| російська  | 0,80 %   |
| білоруська | 0,27 %   |

## Пам'ятки

### Культові споруди
В селі є дві пам'ятки архітектури Сколівського району — це дерев'яна церква Святого архистратига Михаїла та дзвіниця, які буди збудовані у 1860 році.

### Пам'ятки природи
- Хітар — заповідне урочище (лісове) місцевого значення.

## Відомі люди
- Билень Михайло (нар. 1768 — пом. 1 лютого 1844) — український будівничий, представник бойківської архітектурної школи. Збудував 10 церков, у тому числі Воздвиженську в селі Опорці[9];
- Голінчак Степан Олексійович — український художник, кераміст;
- Сачко Ярослав Петрович (нар. 1947) — український поет, член Національної спілки письменників України.